# 神聖電視台
《神聖電視台》（英語：The Eyes of Tammy Faye）是一部2021年美國傳記劇情片，改編自2000年紀錄片，講述了備受爭議的電視佈道者塔米·費耶·巴克和吉姆·巴克事蹟。電影由麥可·修華特執導，艾比·席維亞（Abe Sylvia）編劇，潔西卡·雀絲坦身兼製片和主演，其他演員包括安德魯·加菲爾德、切利·瓊斯及文森·唐諾佛利歐。
電影的全球首映在2021年9月12日登上多倫多國際影展舉行，2021年9月17日在美國院線上映。電影獲得褒貶不一的評價，潔西卡·雀絲坦與安德魯·加菲爾德的演出表現獲得讚譽，但是編劇不若紀錄片的設計則受到詬病。

## 演員
- 潔西卡·雀絲坦飾演塔米·費耶·巴克（英语：Tammy Faye Messner）
  - 錢德勒·海德（Chandler Head）飾演年幼的塔米·費耶·巴克
- 安德魯·加菲爾德飾演吉姆·巴克（英语：Jim Bakker）
- 切利·瓊斯飾演瑞秋·拉瓦利（Rachel LaValley）
- 文森·唐諾佛利歐飾演傑瑞·法威爾
- 費德烈克·賴恩弗（英语：Fredric Lehne）飾演佛萊德·葛洛佛（Fred Grover）
- 路易斯·坎瑟米飾演理查·弗萊契（Richard Fletcher）
- 山姆·贾格飾演羅伊·梅辛納（英语：Roe Messner）
- 蓋布瑞·歐爾德斯（英语：Gabriel Olds）飾演帕特·羅伯遜
- 馬克·威斯特拉赫（英语：Mark Wystrach）飾演蓋瑞·S·派克斯頓（英语：Gary S. Paxton）
- 傑·胡古雷（英语：Jay Huguley）飾演吉米·斯瓦加（英语：Jimmy Swaggart）

## 製作
2019年5月，潔西卡·雀絲坦和安德魯·加菲爾德出演本片，麥可·修華特擔任導演。雀絲坦在2019年8月的一次採訪中詳談到自己早在2012年就取得了塔米·費耶·巴克一生的版權。雀絲坦也在電影中獻聲演唱。切利·瓊斯於2019年10月簽約演出。11月，山姆·贾格、文森·唐諾佛利歐、蓋布瑞·歐爾德斯、馬克·威斯特拉赫、錢德勒·海德（Chandler Head）、費德烈克·賴恩弗與傑·胡古雷加入演出陣容。
電影2019年10月在北卡羅來納州夏洛特展開主要拍攝。

## 發行
電影在2021年9月12日登上多倫多國際影展舉行全球首映。探照灯影业原定2021年9月24日在美國上映電影，後來提前一週至9月17日。

## 外部連結
- 官方网站
- 互联网电影数据库（IMDb）上《神聖電視台》的资料（英文）